# Lídia Jorge
Pour les articles homonymes, voir Jorge.
Lídia Jorge (Loulé, Boliqueime, 18 juin 1946) est une écrivaine portugaise de la période post-révolutionnaire, auteur de romans, nouvelles, essais, poésie et chroniques.

## Biographie
Lídia Jorge est née en Algarve, à Boliqueime, municipalité de Loulé, dans une famille d'agriculteurs et d'émigrants.
Elle est diplômée en philologie romane de la Faculté des Lettres de l'université de Lisbonne, grâce à une bourse de la Fondation Calouste Gulbenkian. Plus tard, elle a été professeur dans l’enseignement secondaire. C'est en tant que telle qu'elle passe quelques années décisives en Angola et au Mozambique, pendant la dernière période de la guerre coloniale, ensuite l'essentiel de sa carrière d'enseignant se déroulera au Portugal. Elle a également été professeure associée à la faculté des arts de l'université de Lisbonne entre 1995 et 1999. Elle a été membre de la haute autorité pour la communication sociale et membre du conseil général de l'université de l'Algarve.

## Œuvre
Son premier roman, Le Journée des prodiges (O Dia dos Prodígios, 1980), suscite un événement dans une période où une nouvelle phase s’ouvrait dans la littérature portugaise et l'auteure devient immédiatement l'un des noms les plus cités dans le domaine littéraire.
Viennent ensuite O Cais das Merendas (1982) et La Forêt dans le fleuve (Notícia da Cidade Silvestre, 1984), tous deux distingués par le Prix Littéraire de la Ville de Lisbonne, dont le premier en 1983, ex-aequo avec le Le Dieu manchot (Memorial do Convento) de José Saramago. La parution de La Forêt dans le fleuve confirme la valeur de l'œuvre de Lídia Jorge. Mais c'est avec Le Rivage des murmures (A Costa dos Murmúrios, 1988), un livre qui reflète son expérience passée en Afrique coloniale, que l'auteur confirme sa place prépondérante dans le panorama de la littérature portugaise. Suivront La Dernière Femme (A Última Dona, 1992) et Le Jardin sans limites (O Jardim sem Limites, 1994) et, surtout, La Couverture du soldat (O Vale da Paixão, 1998), roman sur la cruauté du milieu familial examinée à partir du point de vue d'une petite fille, qui lui vaut plusieurs prix littéraires. 
Lídia Jorge a également publié Le Vent qui siffle dans les grues (O Vento Assobiando nas Gruas, 2002), gros roman sur la migration. Nous combattrons l’ombre (Combateremos a Sombra) publié au Portugal en 2007, a reçu en France le prix Michel-Brisset 2008, décerné par l'Association des Psychiatres français. 
Avec le sceau de Editora Sextante, elle a publié en 2009, un livre d'essais, Contrato Sentimental, une réflexion critique sur l'avenir du Portugal. Cet ouvrage a été suivi par les romans La Nuit des femmes qui chantent (A Noite das Mulheres Cantoras, 2011) et Les Mémorables (Os Memoráveis, 2014), ce dernier se penchant sur la mythologie de la révolution des Œillets, thème repris de son premier roman Le Jour des prodiges. 
En 2018, elle publie Estuaire (Estuário), sur la vulnérabilité du temps présent.
En 2022, paraît Misericordia (Misericórdia), une réflexion sur l'humanité et un hommage à sa mère, Maria dos Remédios, décédée lors de la pandémie de Covid-19. Ce roman remporte un gros succès et plusieurs prix, notamment le Grand Prix de l'Association portugaise des écrivains (2022), le prix Eduardo Lourenço (2023) et, en France, le prix Médicis étranger (2023).
Bien qu'elle écrive de la poésie depuis son plus jeune âge, ce n'est qu'en 2019 qu'elle publie son premier recueil, O Livro das Tréguas. Lídia Jorge a également fait paraître des anthologies de contes et nouvelles, Marido e outros Contos (1997), O Belo Adormecido (2003) et Praça de Londres (2008), en plus des éditions séparées de A Instrumentalina (1992) et O Conto do Nadador (1992 ). En 2016, paraît O Amor em Lobito Bay.
En 2020, sous le titre Em Todos os Sentidos, elle rassemble les chroniques qu'elle lit, pendant un an, aux micros de la radio publique Antena 2.

## Thèmes
Plusieurs thèmes récurrents sont présents dans les romans de Lídia Jorge. En première place, le passé colonial et dictatorial du Portugal, mais aussi le sens des révolutions et les tensions entre la société moderne et postmoderne. Certains romans abordent aussi de façon sensible les conflits entre générations et les ruptures familiales souvent liés à la condition féminine. Dans des œuvres plus récentes revient le thème de l'émigration et du souvenir de ses racines.

## Adaptations

### Théâtre
En 1997, sa pièce A Maçon a été mise en scène au Teatro National Dona Maria II par Carlos Avilez. 
Une adaptation théâtrale de O Dia dos Prodígios a également été interprétée et mise en scène par Cucha Carvalheiro au Teatro da Trindade, à Lisbonne. 
Récemment, Instruções para Voar a été joué par l'ACTA, au Teatro Lethes et au Teatro da Trindade. Ce dernier a été mis en scène par Juni Dahr e Jean-Guy Lecat.

### Cinéma
Le roman Le Rivage des murmures (A Costa dos Murmúrios, 1988) a été adapté au cinéma en 2004 par Margarida Cardoso sous le titre Le Rivage des murmures.
En 2021, la nouvelle Miss Beijo a été adaptée pour la télévision par Miguel Simal pour le compte de la RTP.
En 2023, le roman Le Vent qui siffle dans les grues (O Vento Assobiando nas Gruas, 2002) a été adapté au cinéma par la réalisatrice suisse Jeanne Waltz sous le titre O Vento Assobiando nas Gruas.

## Agence littéraire
L'agence littéraire qui la représente est basée à Francfort, Literarische Agentur Dr. Ray-Güde Mertin (du professeur de littérature et agent littéraire homonyme), aujourd'hui dirigée par Nicole Witt.

## Académie
Les romans de Lídia Jorge ont été traduits en plusieurs langues. Ses œuvres, en plus des éditions au Brésil, ont été traduites dans plus de 20 langues, notamment en anglais, français, allemand, néerlandais, espagnol, suédois, hébreu, italien et grec, et font l'objet d'études dans des universités portugaises et étrangères, où plusieurs essais lui ont été consacrés.
L'université de l'Algarve, le 15 décembre 2010, lui a décerné un doctorat honoris causa. En 2020, le numéro 205 du magazine Colóquio Letras lui a été entièrement  consacré. En 2021, le numéro 136 du magazine espagnol Turia lui dédie également son dossier principal. En septembre de la même année, l'université de Genève inaugure la chaire Lídia Jorge. Et en novembre, à l'université du Massachusetts UMass Amherst, le protocole pour une Chaire Lídia Jorge a été signé. Cette chaire a été inaugurée en avril 2022. En mars 2024, une autre chaire Lídia Jorge a été inaugurée à l'université fédérale de Goiás, au Brésil.
L'Université d'Aveiro, à l'occasion de son 51e anniversaire, le 18 décembre 2024, a décerné un doctorat honoris causa à Lídia Jorge, décrivant l'auteur de l'Algarve comme "probablement l'écrivain portugais contemporain le plus international, dont les livres parcourent le monde, traduit dans les langues les plus diverses".

## Hommages
Le 17 décembre 2004, la municipalité d'Albufeira a ouvert la bibliothèque municipale Lídia Jorge en son honneur. Pour marquer le 30e anniversaire de la publication de O Dia dos Prodígios, la municipalité de Loulé a organisé une grande exposition biobibliographique Trinta Anos de Escrita Publicada, entre novembre 2010 et mars 2011, au Couvent de Santo António dos Olivais. Cette exposition a ensuite été montrée à la Maison du Portugal de la Cité Universitaire de Paris.
Au Portugal, le président de la République, Jorge Sampaio, le 9 mars 2005, l'a décorée de la Grã-Cruz da Ordem do Infante D. Henrique de Portugal. Le président de la République française, Jacques Chirac, le 13 avril 2005, l'a décorée chevalier des Arts et des Lettres, puis le président français, François Hollande, l’a élevée au rang d'officier, le 14 juillet 2015. En 2006, l’auteure a été distinguée en Allemagne avec la première édition du prix Albatros de la Fondation Günter Grass, décerné pour l'ensemble de son œuvre. Le 5 mai 2011, l'Union latine lui a décerné le prix de la latinité, João Neves da Fontoura.
En 2021, Lídia Jorge a été nommée membre du Conseil d'État par le président de la République Marcelo Rebelo de Sousa pour la période 2021-2026.
L'écrivaine collabore régulièrement au bihebdomadaire Jornal de Letras et écrit régulièrement pour les journaux Público et El País.

## Distinctions
- Grand-croix de l'ordre de l'Infant Dom Henri (9 mars 2005)
- Chevalier de l'ordre des Arts et des Lettres (13 avril 2005)
- Officier de l'ordre des Arts et des Lettres (14 juillet 2015)
- Commandeur de l'ordre des Arts et des Lettres (18 mars 2015)

## Publications
Sauf mention contraire, tous les ouvrages de Lídia Jorge ont été publiés en France aux éditions Métailié

### Romans
- O Dia dos Prodígios (1980) La Journée des prodiges, traduit par Geneviève Leibrich et Nicole Biros, 1990
- O Cais das Merendas  (1982)
- Notícia da Cidade Silvestre (1984) La Forêt dans le fleuve, traduit par Anne Viennot, Albin Michel, 1988 ; réédition, Métaillé, coll. « Suites » no 31, 2000  (ISBN 2-86424-336-9)
- A Costa dos Murmúrios (1988) Le Rivage des murmures, traduit par Geneviève Leibrich, 1989 ; réédition, Métaillé, coll. « Suites » no 20, 1998  (ISBN 2-86424-295-8)
- A Última Dona (1992) La Dernière Femme, traduit par Geneviève Leibrich, 1995
- O Jardim Sem Limites (1994) Le Jardin sans limites, traduit par Geneviève Leibrich, 1998
- O Vale da Paixão (1998) La Couverture du soldat, traduit par Geneviève Leibrich, 1999 ; réédition, Métaillé, coll. « Suites » no 85, 2004  (ISBN 2-86424-496-9)
- O Vento Assobiando nas Gruas (2002) Le Vent qui siffle dans les grues, traduit par Geneviève Leibrich, 2004 ; réédition, Métaillé, coll. « Suites » no 147, 2009  (ISBN 978-2-86424-679-4)
- Combateremos a Sombra (2007) Nous combattrons l’ombre, traduit par Geneviève Leibrich, 2008
- A Noite das Mulheres Cantoras (2011) La Nuit des femmes qui chantent, traduit par Geneviève Leibrich, 2012 ; réédition, Métaillé, coll. « Suites » no 184, 2014  (ISBN 978-2-86424-967-2)
- Os Memoráveis (2014) Les Mémorables, traduit par Geneviève Leibrich, 2015 ; réédition, Métaillé, coll. « Suites » no 199, 2017  (ISBN 979-10-226-0654-7)
- Estuário (2018) Estuaire, traduit par Marie-Hélène Piwnik, 2019  (ISBN 979-10-226-0889-3)
- Misericórdia (2022) Misericordia, traduit par  Elisabeth Monteiro Rodrigues, Éditions Métailié, 2023, 416 p.  (ISBN 979-10-226-1292-0)

### Contes
- A Instrumentalina (1992)
- O Conto do Nadador (1992)
- Marido e outros Contos (1997)
- O Belo Adormecido (2004)
- Praça de Londres (2008)
- O Organista (2014)
- O Amor em Lobito Bay (2016)

### Littérature d'enfance et de jeunesse
- O Grande Voo do Pardal (2007)
- Romance do Grande Gatão (2010)
- O Conto da Isabelinha  (2018)

### Essais
- Contrato Sentimental (2009)

### Théâtre
- A Maçon - 1997
- Instruções para Voar (2016)

## Prix littéraires
- Prix Malheiro Dias de l'Académie des Sciences de Lisbonne (1981)
- Prix Littéraire de la Ville de Lisbonne (1982 et 1984), O Cais das Merendas e Notícia da Cidade Silvestre (La Forêt dans le fleuve)
- Prix Dom Dinis, Fondation Casa de Mateus (1998), O Vale da Paixão (La Couverture du soldat)
- Prix Bordallo de Littérature de la Casa da Imprensa (1998), O Vale da Paixão (La Couverture du soldat)
- Prix Máxima Littérature (1998), O Vale da Paixão (La Couverture du soldat)
- Prix de Fiction du PEN Clube Português (1998), O Vale da Paixão (La Couverture du soldat)
- Prix Jean-Monnet de littérature européenne du département de la Charente (2000), O Vale da Paixão (La Couverture du soldat)
- Grand Prix de l'Association Portugaise des Écrivains (2002), O Vento Assobiando nas Gruas (Le Vent qui siffle dans les grues)
- Prix Correntes d’Écriture (2002), O Vento Assobiando nas Gruas (Le Vent qui siffle dans les grues)
- Prix Albatros de la Fondation Günter Grass (2006)
- Grand Prix de la Société des Auteurs Portugais (SPA) | Millenium BCP (2007)
- Prix Spécial Giuseppe Acerbi, Scrittura Femmenile (2007)
- Prix Michel Brisset, attribué par l’Association Française de Psychiatrie (2008), Combateremos a Sombra (Nous combattrons l’ombre)
- Prix de Latinité, João Neves da Fontoura, Union Latine (2011)
- Prix Luso-Espagnol d’Art et Culture (2014)
- Prix Virgílio Ferreira (2015)
- Prix Urbano Tavares Rodrigues (2015)
- Grand Prix de Littérature dst (2019), Estuário (Estuaire)
- Prix Rosalía de Castro remis par le PEN CLub de Galice (2020)
- Prix FIL de Littératures en langues romanes de Guadalajara (2020)
- Grand Prix de chronique et textes épars littéraires, de l’Association Portugaise d’Ecrivains - APE (2021), Em Todos os Sentidos
- Prix Literary Life Vítor Aguiar e Silva (2022/2023)
- Grand Prix de l'Association Portugaise des Écrivains (2022), Misericordia
- Prix Eduardo Lourenço 2023 (Centro de Estudos Ibéricos), Misericordia
- Prix Urbano Tavares Rodrigues 2023 (FENPROF), Misericordia
- Prix de Narrative du PEN Clube Português 2023, Misericordia
- Prix Fernando Namora, 2023, Misericordia
- Prix Médicis étranger, 2023, Misericordia
- Prix Fernando Namora, 2024, Misericordia